# 7-ма винищувальна дивізія (Третій Рейх)
7-ма винищувальна дивізія (Третій Рейх) (нім. 7. Jagddivision) — винищувальна авіаційна дивізія повітряних сил нацистської Німеччини за часів Другої світової війни.

## Історія
7-ма винищувальна дивізія була сформована 15 вересня 1943 року в Шляйсгаймі на околиці Мюнхена шляхом переформування 5-ї винищувальної дивізії, замість якої того ж самого дня у Жуї-ан-Жозас поблизу Парижа розгорнули 5-ту винищувальну дивізію II формування.

## Командування

### Командири
- Генерал-лейтенант Вальтер Швабедіссен (нім. Walter Schwabedissen) (15 вересня — 4 листопада 1943);
- генерал-лейтенант Йоахім-Фрідріх Гут (нім. Joachim-Friedrich Huth) (6 лютого — 30 листопада 1944);
- Генерал-майор Карл Генчель (нім. Karl Hentschel) (10 — 30 квітня 1945).

## Підпорядкованість
| Час                             | Група армій (округ)            | Штаб                     |
| ------------------------------- | ------------------------------ | ------------------------ |
| 15 вересня 1943 — 2 жовтня 1944 | I винищувальний корпус         | Шляйсгайм                |
| 2 жовтня 1944 — квітень 1945    | IX винищувальний корпус        | Пфаффенгофен-ан-дер-Ільм |
| квітень — 8 травня 1945         | Командування Люфтваффе «Захід» | Целль-ам-Зее             |

## Бойовий склад 7-ї винищувальної дивізії
Формування управління, забезпечення та підтримки
- 217-й авіаційний полк зв'язку (Luftnachrichten Regiment 217);
- 227-й авіаційний полк зв'язку (Luftnachrichten Regiment 227);
- 237-й авіаційний полк зв'язку (Luftnachrichten Regiment 237).

- Командування винищувального регіону «Середній Рейн» (Jagdabschnittsführer Mittelrhein);
- Винищувальне командування «Остмарк» (Jagdfliegerführer Ostmark).